# Gudrun Marie Ruud

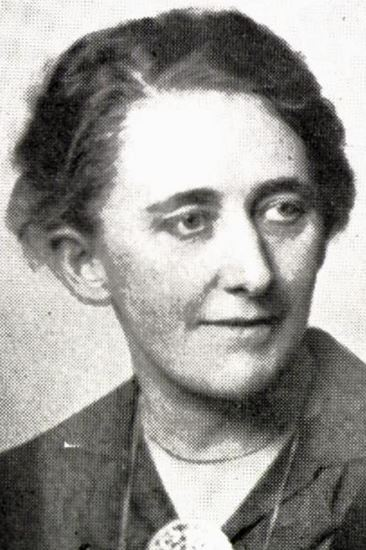
La zoóloga noruega Gudrun Ruud (1882-1958)

Gudrun Marie Ruud (14 de abril de 1882 - 31 de diciembre de 1958) fue una zoóloga y educadora noruega. Se le recuerda por sus investigaciones embriológicas pioneras basadas en la experimentación con salamandras .  

## Primeros años
Nacida en Christiania, Ruud era la hija menor de un próspero comerciante, IA Ruud. Disfrutó de una infancia agradable en una gran propiedad con gansos y aves de corral en el terreno. Desde pequeña se sintió atraída por los pájaros, animales y plantas que encontraba durante sus vacaciones en Østre Aker, a las afueras de la capital.  Primero asistió a un centro de formación de profesores antes de embarcarse en estudios de ciencias en la Universidad Royal Frederick, donde se graduó en 1913. Para cubrir los gastos de sus estudios, desde 1910 trabajó como asistente en el Laboratorio Zoológico. 

## Carrera
Gracias a su trabajo en el laboratorio, pronto se convirtió en la colaboradora más importante de Kristine Bonnevie, cargo que mantuvo durante varios años.  En 1916, aún en el laboratorio, fue ascendida al rango de profesora asociada, título que ostentó durante toda su vida profesional hasta su jubilación en 1948. El principal área de investigación de Ruud fue la embriología experimental, centrada en cómo se desarrollan las distintas células en un embrión. De 1916 a 1920 viajó en varias ocasiones a Berlín para trabajar con Hans Spemann en el Kaiser-Wilhelm-Institut für Biologie . En 1925 viajó a Estados Unidos donde trabajó con Ross G. Harrison de la Universidad de Yale realizando trabajos experimentales con el ajolote o salamandra mexicana. Al regresar a Oslo dos años más tarde, descubrió cómo un brazo podía crecer en un lugar inesperado del cuerpo del ajolote. 
La enseñanza formaba una parte importante de las actividades de Ruud en el laboratorio. Además de ayudar a Bonnevie con su curso de zoología que cubría anatomía, embriología y citología, Ruud fue responsable de un curso práctico de un año y de conferencias sobre histología . También introdujo a los estudiantes en la microscopía .  Ruud participó activamente en la estación biológica de la universidad en Drøbak, donde ayudó con cursos prácticos de zoología basados en la vida animal del fiordo. En 1932, Ruud se convirtió en miembro de la Academia Noruega de Ciencias y Letras . Murió mientras dormía el 31 de diciembre de 1958. 

## Publicaciones Seleccionadas
- Ruud, Gudrun (1926). The Symmetry Relations of Transplanted Limbs in Amblystoma Tigrinum. Wistar Institute Press.
- Ruud, Gudrun (1934). Dyreliv i Sjøens Strandbelte (en norwegian). Aschehoug.
- Ruud, Gudrun (1913). Om hudsanseorganene hos Spinax niger, Bonaparte (en norwegian). Kristiania.